# Isla Dyke
La isla Dyke (en inglés: Dyke Island) es una de las islas Malvinas, ubicada en el canal Colón, ente la isla San José y la isla Gran Malvina. Al sur se encuentra el Puerto Austral.